# Lasiorrhynchites
Lasiorrhynchites är ett släkte av skalbaggar. Lasiorrhynchites ingår i familjen vivlar.

## Dottertaxa tillLasiorrhynchites, i alfabetisk ordning[1]
- Lasiorrhynchites apicalis
- Lasiorrhynchites ater
- Lasiorrhynchites brevenotatus
- Lasiorrhynchites brevirostris
- Lasiorrhynchites caligatus
- Lasiorrhynchites carinicollis
- Lasiorrhynchites cavifrons
- Lasiorrhynchites coeruleocephalus
- Lasiorrhynchites comatus
- Lasiorrhynchites cyanicolor
- Lasiorrhynchites cyanocephalus
- Lasiorrhynchites flavus
- Lasiorrhynchites graecus
- Lasiorrhynchites humeralis
- Lasiorrhynchites kindermanni
- Lasiorrhynchites lesinensis
- Lasiorrhynchites limbatus
- Lasiorrhynchites lividus
- Lasiorrhynchites luridus
- Lasiorrhynchites nigratus
- Lasiorrhynchites nigripennis
- Lasiorrhynchites nigritus
- Lasiorrhynchites nitidirostris
- Lasiorrhynchites olivaceus
- Lasiorrhynchites ophthalmicus
- Lasiorrhynchites pallidior
- Lasiorrhynchites pauciseta
- Lasiorrhynchites praeustus
- Lasiorrhynchites pubescens
- Lasiorrhynchites rufotestaceus
- Lasiorrhynchites semiruber
- Lasiorrhynchites sericeus
- Lasiorrhynchites similis
- Lasiorrhynchites splendidulus
- Lasiorrhynchites syriacus
- Lasiorrhynchites thoracius
- Lasiorrhynchites vaucheri
- Lasiorrhynchites viridirostris
- Lasiorrhynchites xanthomelas